# Gran historia
La gran historia (en inglés: big history) es un campo académico emergente que se define como «el intento de comprender de manera unificada, la historia del cosmos o universo, la Tierra, la vida y la humanidad», cubriendo la historia desde el big bang hasta la historia del mundo actual. Examina los tiempos de larga duración utilizando un enfoque multidisciplinar basado en la combinación de numerosas disciplinas de la ciencia y las humanidades que estudian el pasado, las ciencias históricas, y explora la existencia humana en el contexto de un panorama mucho más amplio que la historia de la humanidad, que en relación con el presente hace alusión al tiempo y la cronología, enseñándose en universidades y escuelas.
Este campo académico o especialidad interdisciplinar nació de un proyecto fundado por Bill Gates y David Christian para la enseñanza global de la gran historia (Big History Project), aunque Fred Spier está considerado el padre de la gran historia como campo académico. Según el historiador David Christian, a quien se le atribuye haber acuñado el término «gran historia», el movimiento intelectual está hecho de una «inusual coalición de eruditos», señalando que la cosmología y la historia natural se han estudiado desde la antigüedad y en el Renacimiento, y que debido a la especialización y fragmentación de las ramas del saber, fue definitivamente superada por la biología y la geología, para un estudio más pormenorizado de la historia de la vida y de la historia de la Tierra, así como de la cosmología para un estudio del origen e historia del universo, y que el nuevo término, Big History, continúa ese trabajo como disciplina académica, que complementaría y ampliaría la denominada «historia total» y la denominada «historia universal». En este sentido, llamamos «historia» al pasado mismo, e, incluso, puede hablarse de una historia en que la humanidad no estaba presente.

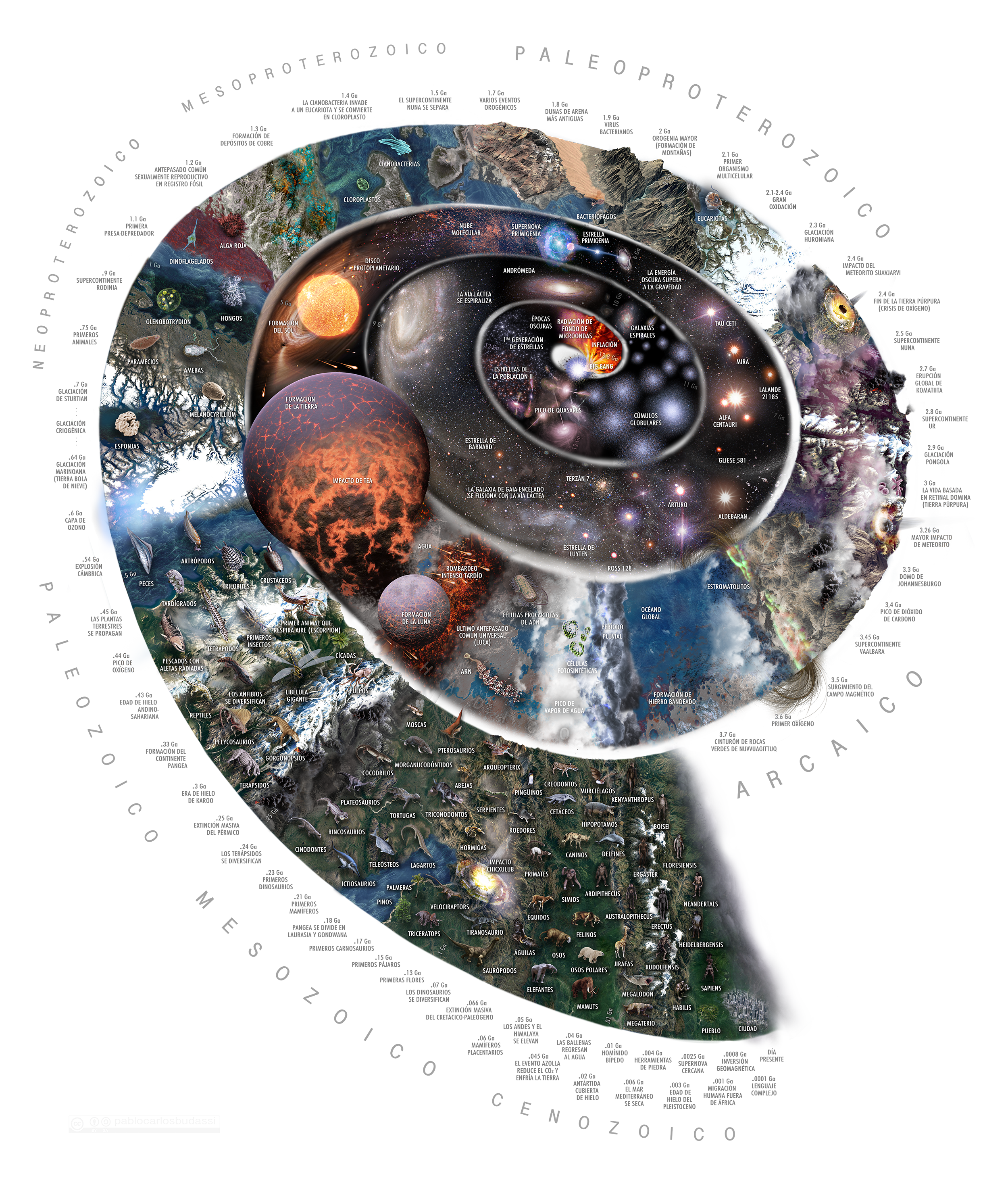
Esta ilustración presenta eventos notables de la Gran Historia en una espiral. Cada tramo de 90 grados del espiral representa mil millones de años de historia.

La International Big History Association, fundada en 2010, es una asociación internacional de ámbito académico que se caracterizada por la realización de congresos y una revista especializada en el tema. Tiene su sede en el Brooks College de Estudios Interdisciplinarios, Grand Valley State University, en Allendale (Míchigan, Estados Unidos).

## Historia

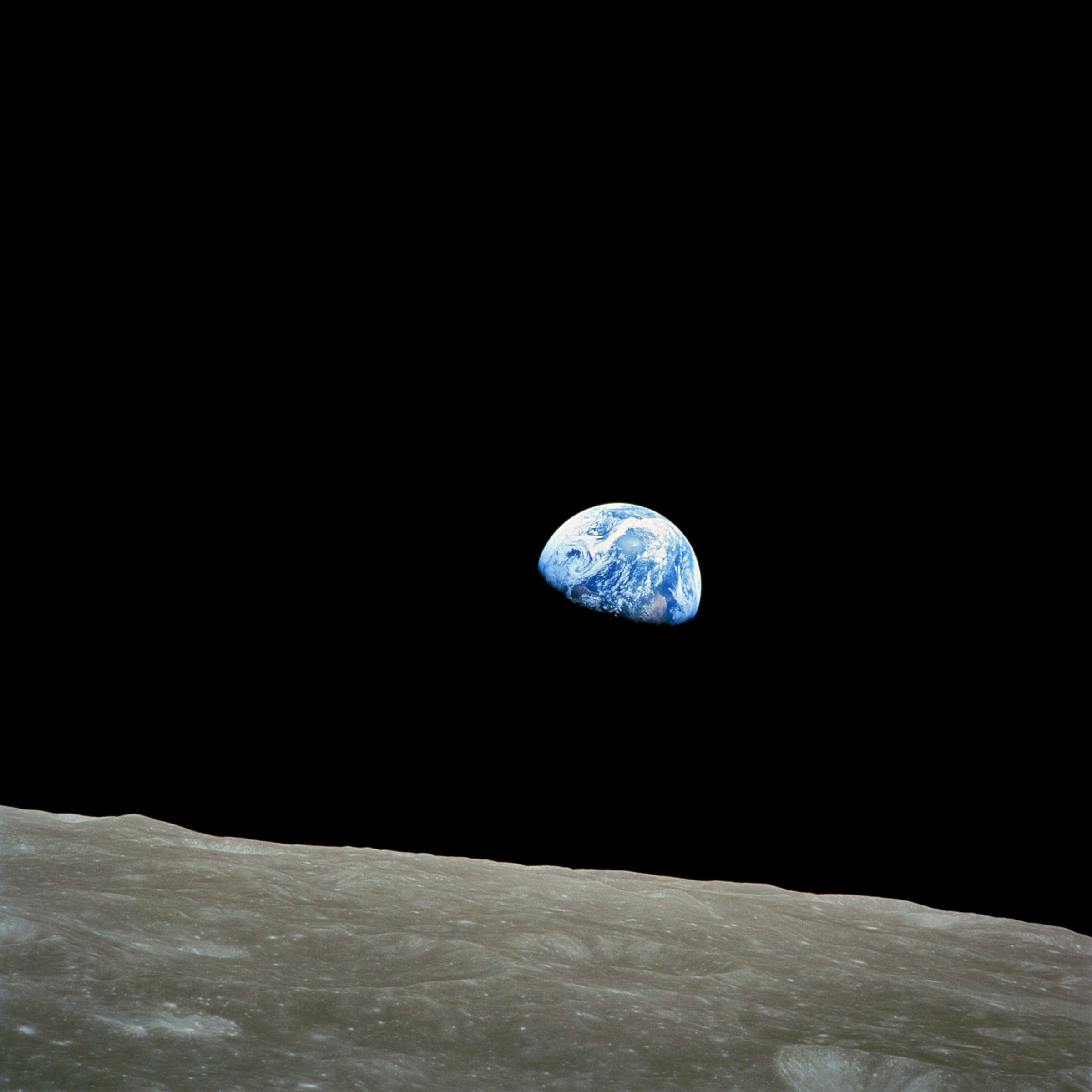
La famosa foto titulada Salida de la Tierra puede haber estimulado, entre otras cosas, un interés en los estudios interdisciplinarios.

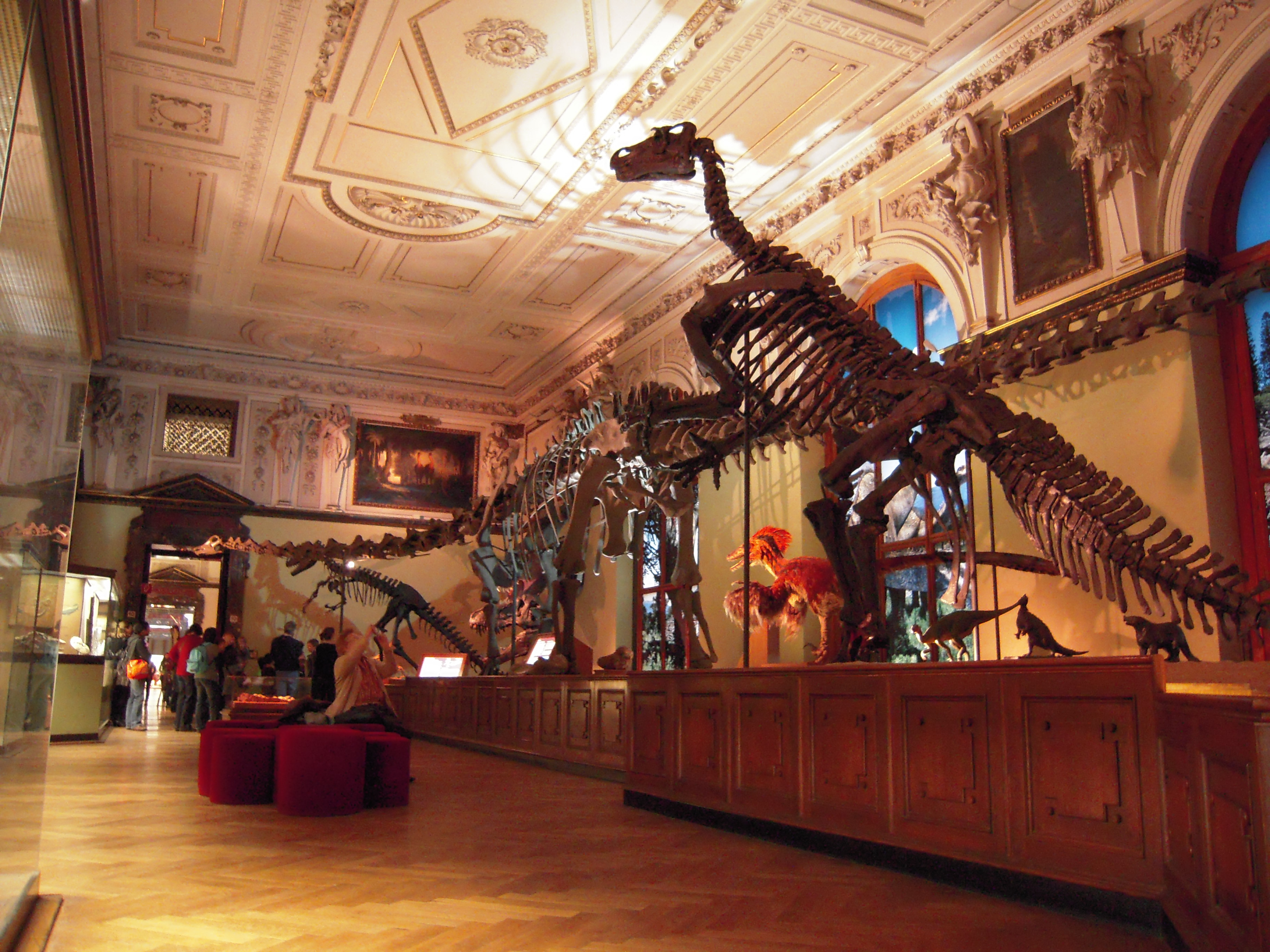
Sala de dinosaurios en el Museo de Historia Natural de Viena.

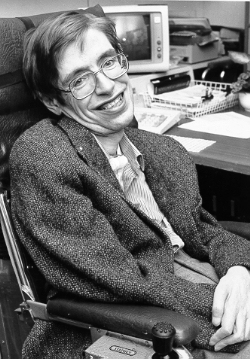
Stephen Hawking, con su obra Brevísima historia del tiempo (A Briefer History of Time), de 2005, en colaboración con Leonard Mlodinow, en la que trató de explicar de la manera más sencilla posible la historia del universo, motivo por el cual se le conoció como «el historiador del tiempo» o «el historiador del universo».

La historia de la «gran historia» como campo académico interdisciplinar de las ciencias históricas la conforman diferentes disciplinas humanísticas, ciencias sociales y de ciencias naturales que se remontan desde la historia natural y la cosmología. En este sentido, podemos encontrar diferentes especialistas y disciplinas de aproximación científica al pasado: como los cosmólogos, biólogos, geólogos, paleontólogos, antropólogos, prehistoriadores, arqueólogos, sociólogos, geógrafos, lingüistas, etc., así como los historiadores convencionales, para el estudio histórico de estas realidades enmarcadas en el campo académico de la gran historia (historia del universo, historia de la Tierra, historia de la vida e historia de la humanidad).
Las siguientes líneas de tiempo muestran la escala del tiempo geológico: la 1.ª muestra el tiempo completo desde la formación de la Tierra hasta el presente; la 2.ª muestra una vista ampliada del eón más reciente; la 3.ª la era más reciente; la 4.ª el período más reciente; y la 5.ª la época más reciente. Los colores son los estándares para representar las rocas según su edad de formación en los mapas geológicos internacionales.